# 對Windows 8的批評
Windows 8是微軟於2012年10月推出的一套作業系統。在新商標、硬體需求、界面外觀与相容性等方面，受到部分使用者的批評。

## 概述
- Windows 8取消了任务栏的開始功能表按鍵，不便於操作[1]，在Windows 8.1系统再次添加開始功能表「按鍵」。

- Windows RT与Windows Phone 8定位不明——ARM架构的Windows RT没有办法运行x86平台上的程序，与Windows Phone 8差别仅在于有无传统界面。[來源請求]
- 過去個人電腦的使用者大多習慣在網頁瀏覽器下載執行檔並執行傳統的安裝方法，Microsoft 市集被部分使用者批評令人感到煩惱，且支援這兩種下載方法的部分應用程式彼此介面不同。
- 部分使用者認為用於觸控螢幕的要素不應過多整合入非Windows RT的版本。

## 安全启动
Windows 8基於UEFI的功能使用「安全啟動」（Secure Boot）。这意味着获得微软认证的计算机将无法启动未授权的操作系统，包括最初授权的系统已被修改而不进行重新批准。自由软件基金会认为“安全启动”应该称为“受限启动”。